# Campeonato Mundial de Sóftbol Masculino de 2009
El Campeonato Mundial de Sóftbol Masculino de 2009 fue una competición de sóftbol internacional número 12° que se disputó en la ciudad de Saskatoon, Canadá, del 19 al 26 de julio de 2009.

## Posiciones finales
| Pos | Equipo          | V | D |
| --- | --------------- | - | - |
|     | Australia       | 5 | 2 |
|     | Nueva Zelanda   | 4 | 3 |
|     | Canadá          | 4 | 3 |
| 4°  | Estados Unidos  | 4 | 3 |
| 5°  | Venezuela       | 5 | 2 |
| 6°  | Japón           | 6 | 1 |
| 7°  | Argentina       | 4 | 3 |
| 8°  | Reino Unido     | 4 | 3 |
| 9°  | República Checa | 5 | 2 |
| 10° | Filipinas       | 2 | 5 |
| 11° | Dinamarca       | 3 | 4 |
| 12° | Puerto Rico     | 3 | 4 |
| 13° | Botsuana        | 4 | 3 |
| 14° | México          | 1 | 6 |
| 15° | Sudáfrica       | 2 | 5 |
| 16° | Indonesia       | 0 | 7 |